# 三芳野神社
三芳野神社は、埼玉県川越市郭町の神社。童歌「通りゃんせ」はこの神社の参道が舞台といわれる。川越城築城以前から当地にあったが、太田道真・太田道灌父子による川越城築城により城内の天神曲輪に位置することになった。平成元年（1989年）に大修理が行われ、平成4年（1992年）に完成。埼玉県指定文化財。

## 歴史
さいたま市の氷川神社を勧請したとも、京都市の北野神社を勧請したともいわれているが定かではない。この三芳野という社名は在原業平の『伊勢物語』に出てくる「入間の郡三芳野の里」という地名が川越の旧地名であったことによる。
現存する社殿は、寛永元年（1624年）川越藩主酒井忠勝が3代将軍徳川家光の命を受けて造営したもので、鈴木近江守長次によって再興された。翌寛永2年には、天海大僧正を導師として遷宮式が行われた。これ以後、喜多院、仙波東照宮とともに江戸幕府の直営社となった。寛永3年（1626年）には徳川家光の侍講・林羅山がこの地で嫡男・叔勝の病気平癒を祈願した。
明暦2年（1656年）には、4代将軍徳川家綱の命を受けた川越城主松平信綱により大改造が行われ、施工には木原義久があたった。この大改造の時に江戸城二の丸の東照宮本殿を移築し当本殿とし、寛永に建てられた拝殿との間に幣殿を新しく設け、権現造りの形態とした

## 祭神
祭神は素盞烏尊（すさのおのみこと）・奇稲田姫命（くしいなだひめのみこと）。
菅原道真・誉田別尊（ほんだわけのみこと）を配祀する。

## 通りゃんせ
童歌「通りゃんせ」は当社の参道が舞台といわれる。
当社は川越城築城により天神曲輪に位置することになり「お城の天神さま」と呼ばれた。
城内にあることから一般の参詣ができなくなったのだが、信仰が篤いことから時間を区切って参詣することが認められた。
しかし、この天神さまにお参りするには川越城の南大手門（現在の川越市立第一小学校の正門付近）より入り、田郭門を通り、富士見櫓を左手に見、さらに天神門をくぐり、東に向かう小道を進み、三芳野神社に直進する細道をとおってお参りしなければならなかった。
反対に、一般の参詣客に紛れて密偵が城内に入り込むことをさけるため、帰りの参詣客は警護の者によって厳しく調べられた。
そのことから「行きはよいよい、帰りは怖い……」と川越城内の子女の間で唄われるようになり、それが城下に流れ、武士や僧侶、町人たちによって江戸へ運ばれ、やがて全国へ広まって行ったものである。
なお、参道は江戸時代より若干変化している。

## 文化財
- 三芳野天神縁起[1]:草創から遷宮式までの経緯を描いた絵巻物。1巻。慶安2年（1649年）正月松平信綱が奉納。巻末詞書は林羅山。落款はないが、後代の記録と絵の様式から勝田竹翁筆と見なせる。
- 銅製扇形額[3]
- 拵え付太刀:至徳4年（1387年）備州長船長吉の銘記がある[4]。

## 境内
- 初雁の杉
- 「わらべ唄発祥の地」碑

## 交通

### 公共交通機関
- 西武新宿線本川越駅または東武東上線・JR川越線川越駅から東武バスで「上尾駅西口行き」、「埼玉医大総合医療センター行き」又は「川越運動公園行き」で約10分「川越氷川神社」バス停下車すぐ
- 西武新宿線本川越駅または東武東上線・JR川越線川越駅からイーグルバス・小江戸巡回バスで「蔵の街・氷川神社ルート」で約20分「氷川神社前」バス停下車すぐ
- 西武新宿線本川越駅または東武東上線・JR川越線川越駅から東武バスで「神明町車庫行き」、「桶川駅西口行き」、「鴻巣駅西口行き」、「鴻巣免許センター行き」、「八幡団地行き」又は「東松山駅行き」で約5分「喜多町」バス停下車徒歩10分

### 自動車
- 関越自動車道・川越インターより約20分、専用無料駐車場は3ヶ所、合計約300台[5]